# Jan Ignacy Radoliński
Jan Ignacy Radoliński herbu Leszczyc (ur. 1769 w Białej – zm. 1845 w Poznaniu) – zastępca prefekta departamentu bydgoskiego Księstwa Warszawskiego, marszałek sejmiku wałeckiego, poseł na Sejm Księstwa Warszawskiego.

## Życiorys
Urodził się 12 sierpnia 1769 r. w Białej w byłym powiecie pilskim. Był synem Andrzeja Radolińskiego, podkomorzyca wschowskiego, szambelana króla Fryderyka Wilhelma II i Anny Gajewskiej - kasztelanki rogozińskiej. Po ojcu odziedziczył dobra: Białą, Radolin i Napachanie.
W wieku 20 lat, za specjalną zgodą króla pruskiego (z uwagi na mały wzrost) wstąpił w stopniu oficera do nowo w tym czasie utworzonego pułku pruskiego „Gardes du Corpus”. W 1794 r. po wybuchu powstania kościuszkowskiego, wystąpił z wojska pruskiego i udał się w podróż po Europie. Dotarł do Włoch i Francji. W towarzystwie hrabiego Lucchesiniego został przyjęty w Paryżu przez Napoleona w 1803 r. Po przybyciu Napoleona do Poznania zaoferował mu swoją służbę.
W końcu 1806 r. włączył się do organizowania władz polskich w Obwodzie Nadnoteckim. W listopadzie 1806 r. po ucieczce części urzędników pruskich, został mianowany przez tworzące się władze polskie konsyliarzem kamery bydgoskiej. Zajmował się m.in. przygotowaniem uroczystości przekazania Bydgoszczy władzom polskim w lutym 1807 r. Po powołaniu w początkach 1808 r. Izby Administracji Publicznej Departamentu Bydgoskiego, nadal pracował jako urzędnik Wydziału Spraw Wewnętrznych. Po utworzeniu w departamencie Prefektury, nowo mianowany prefekt Antoni Gliszczyński wezwał go do dalszego pełnienia funkcji urzędniczych. 
Liczne obowiązki sprawiały, że często przebywał poza Bydgoszczą. W lipcu 1807 r. jako delegat Izby Administracji Publicznej Departamentu Bydgoskiego referował Dyrektorowi Spraw Wewnętrznych o sytuacji w Departamencie, przede wszystkim o gospodarce, możliwościach mobilizacji środków na rzecz wojska oraz o podejmowanych działaniach w zakresie zorganizowania łączności. 
Prawdopodobnie po mianowaniu go przez księcia w dniu 8 kwietnia 1809 r. członkiem rady powiatu wałeckiego oraz wybraniu go marszałkiem sejmiku wałeckiego i posłem tegoż sejmiku na Sejm Księstwa Warszawskiego, jego działalność urzędnicza uległa zawieszeniu. Nie zachowały się bowiem dokumenty świadczące o wykonywaniu przez niego funkcji urzędniczych.
Na początku 1813 r. po opuszczeniu Bydgoszczy przez prefekta Gliszczyńskiego został powołany przez Radę Departamentową na zastępcę prefekta do kierowania prefekturą bydgoską. Stanowisko to piastował do 10 czerwca 1815 r., kiedy to administrację departamentu przekazał władzom pruskim. 
Po zakończeniu urzędowania osiadł początkowo w Białej i zajął się zarządzaniem dobrami. Interesował się sprawami organizacji instytucji kredytowych, reprezentacji stanowej i sądownictwa Wielkiego Księstwa Poznańskiego. Negatywnie odnosił się do uwłaszczenia chłopów, co było uwarunkowane jego trudną sytuacją finansową. 
W 1827 r. był zmuszony zlicytować zadłużoną posiadłość w Białej i przeniósł się do Królestwa Polskiego, gdzie od generałowej Józefy Tolińskiej wydzierżawił majątek Domaniew w województwie mazowieckim. Do Wielkiego Księstwa Poznańskiego wrócił krótko przed śmiercią.
W latach 1815–1840 dużo czasu spędzał w Berlinie, w tym także na pruskim dworze królewskim. W 1836 r. wraz z innymi członkami rodziny, otrzymał od króla pruskiego dziedziczny tytuł hrabiowski. Większość jej członków zaczęła używać nazwiska Radolin. W 1836 r. został także kanonikiem honorowym świeckiej kapituły w Hereford. Posiadał rosyjski Order św. Anny II klasy, przyznany mu w 1814 r.
Zmarł 4 grudnia 1845 r. w Poznaniu. Został pochowany w Borzęciczkach.

## Działalność jako prefekt departamentu bydgoskiego
Okres rządów Radolińskiego jako prefekta departamentu bydgoskiego Księstwa Warszawskiego trwał od 2 marca 1813 r. do 10 czerwca 1815 r. Departament pozostający w tym czasie pod okupacją wojsk rosyjskich, sprawiał, iż jego urzędowanie wypełniały działania związane z wykonywaniem poleceń władz warszawskich oraz rosyjskich, w sprawach bezpieczeństwa publicznego i aprowizacji wojsk walczących z Napoleonem.
Wznowiony przez niego Dziennik Tygodniowy Departamentu Bydgoskiego ograniczał się tylko do publikacji zarządzeń w tym względzie. 
Jako prefekt stawał po stronie interesów miejscowego społeczeństwa i jego władz komunalnych broniących się przed nadmiernymi obciążeniami wojennymi. W początkach 1814 r. zorganizował w Bydgoszczy uroczystości żałobne ku czci księcia Józefa Poniatowskiego. Opowiadał się za pozostaniem departamentu bydgoskiego, razem z innymi ziemiami Księstwa Warszawskiego, pod berłem Aleksandra I.

## Rodzina
Jan Ignacy Radoliński był żonaty z wdową po bracie Józefie, Marią Nieborską, kasztelanką Płocką. Miał z nią syna Stanisława Józefa Juliusza, (1811) oraz córki: Józefę (1807) i Emilie (1809). W 1820 r. małżeństwo zakończyło się rozwodem po separacji trwającej od 1815 r.